# 萝塞拉·菲亚明戈
萝塞拉·菲亚明戈（義大利語：Rossella Fiamingo，1991年7月14日—），生于卡塔尼亚，意大利女子击剑运动员，曾获得2014年和2015年世锦赛冠军以及2016年夏季奥林匹克运动会女子个人重剑银牌。